# Fritz von Scholz

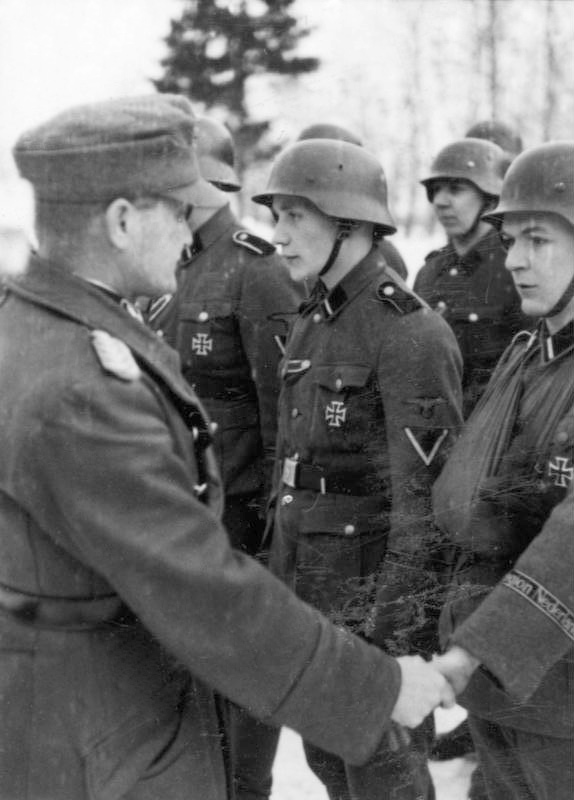
Nach der Ordensverleihung gratuliert Fritz von Scholz im Februar 1943 dem am rechten Arm verwundeten niederländischen Freiwilligen Gerardus Mooyman.

Fritz von Scholz (eigentlich Friedrich Max Karl Scholz Edler von Rarancze; * 9. Dezember 1896 in Pilsen; † 28. Juli 1944 bei Sinimäe, Estnische SSR) war ein österreichischer SS-Gruppenführer und Generalleutnant der Waffen-SS im Zweiten Weltkrieg.

## Leben
Friedrich Max Karl Scholz wurde geboren als Sohn des späteren k.u.k. Generalmajors der Artillerie Ferdinand Scholz und dessen Ehefrau Caroline Hopfengärtner, Tochter des Montanindustriellen Max Hopfengärtner. Nachdem er im Juni 1914 seine Matura in Lienz abgelegt hatte, trat er im August 1914 der k.u.k. Armee bei. Im Mai 1915 wurde er zunächst dem Feld-Kanonen-Regiment 22 zugeteilt und anschließend wechselte er zum österreichisch-ungarischen Feld-Haubitzen-Regiment 3, wo er zum Leutnant befördert wurde. Im November 1917 wurde er schließlich zum Oberleutnant befördert, als er den Posten eines Aufklärungs- und Batterie-Offiziers, später den eines Adjutanten, übernahm. Nachdem sein Vater 1917 als Edler von Rarancze in den erblichen österreichischen Adelsstand erhoben wurde, konnte sich auch Fritz Scholz dieses Titels bedienen.
Nach dem Ersten Weltkrieg wurde er mehrfach ausgezeichnet aus der Armee entlassen. Er gehörte von 1919 bis 1920 als Zeitfreiwilliger der Reichswehrbrigade Dessau an und nahm als Freischärler der Studentenkompanie Köthen im Freikorps Oberland von April bis Juli 1921 an den Kämpfen in Oberschlesien teil. Scholz hatte nach Kriegsende in Köthen den Beruf eines Chemie-Ingenieurs erlernt und im März 1922 abgeschlossen. Seinen Beruf übte er in Klagenfurt, München, Leipzig und Tirol aus.
Am 9. Oktober 1932 trat er der österreichischen NSDAP bei (Mitgliedsnummer 1.304.071) und im folgenden Jahr der SA, wo er als Zugführer aktiv war. Zum 10. Juni 1933 trat er zur SS über (SS-Nummer 135.638). Nach dem Juliputsch 1934 war er ab August 1934 im SS-Hilfswerk im KZ Dachau tätig und führte ab Januar 1935 im Rang eines SS-Obersturmführers das österreichische Bataillon in der SS-Verfügungstruppe.
Nach Beginn des Zweiten Weltkrieges führte er während des Westfeldzuges das zweite Bataillon des SS-Regiments „Der Führer“. Im Dezember 1940 wurde er der SS-Division Wiking zugeteilt und führte dort das Regiment Westland und nach dem Überfall auf die Sowjetunion das SS-Regiment „Nordland“. Im Januar und Februar 1943 kommandierte er jeweils für wenige Wochen die I. und danach II. Infanteriebrigade. Anschließend übernahm er noch kurzzeitig leitende Funktionen bei der ukrainischen SS-Division. Scholz war vom 1. Mai 1943 bis zum 27. Juli 1944 Divisionskommandeur der Panzergrenadier-Division „Nordland“, welche überwiegend aus skandinavischen Freiwilligen und Volksdeutschen bestand. Am 27. Juli 1944 wurde er während eines sowjetischen Panzerangriffs schwer verwundet und verstarb einen Tag später im Lazarett. Sein Nachfolger wurde Joachim Ziegler.
Fritz von Scholz war mit Marianne Mühlig, einer Tochter des Glasindustriellen Anton Mühlig (1876–1951) und Enkelin von Max Mühlig, verheiratet.

## Trivia
In einer russischen Propaganda-Kampagne über den Instant-Messenger Telegram ließ Jewgeni Wiktorowitsch Prigoschin fälschlicherweise verlautbaren, Fritz von Scholz sei der Großvater des Bundeskanzlers Olaf Scholz. Diese Fehlinformation wurde von einem ehemaligen hohen KGB-Offizier in der Wiedergabe eines Briefwechsels angesprochen und als Begründung für die ebenfalls erfundene Mär von der „eindeutig profaschistischen Position von O. Scholz“ verwendet.

## Auszeichnungen
| Scholz' SS-Ränge | Scholz' SS-Ränge                                   |
| Datum            | Rang                                               |
| ---------------- | -------------------------------------------------- |
| August 1934      | SS-Untersturmführer                                |
| Januar 1935      | SS-Obersturmführer                                 |
| April 1938       | SS-Sturmbannführer                                 |
| Januar 1940      | SS-Obersturmbannführer                             |
| Januar 1941      | SS-Standartenführer                                |
| Oktober 1941     | SS-Oberführer                                      |
| Dezember 1942    | SS-Brigadeführer und Generalmajor der Waffen-SS    |
| April 1944       | SS-Gruppenführer und Generalleutnant der Waffen-SS |

- Eisernes Kreuz (1939) II. und I. Klasse (1940)[4]
- Medaille Winterschlacht im Osten 1941/42
- Infanteriesturmabzeichen
- Deutsches Kreuz in Gold am 22. November 1941[12]
- Ritterkreuz des Eisernen Kreuzes mit Eichenlaub und Schwertern[12]
  - Ritterkreuz am 18. Januar 1942
  - Eichenlaub am 12. März 1944 (423. Verleihung)
  - Schwerter am 8. August 1944 (85. Verleihung) (posthum)
- Ehrendegen des Reichsführers SS
- Totenkopfring der SS